# Ruska vesoljska agencija
Ruska vesoljska agencija (rusko Федеральное космическое агентство России Federalnoje kozmičeskoje agentstvo Rosiji; Federalna vesoljska agencija Rusije), največkrat Roskozmos, kdaj tudi okrajšano kot FKA (ФКА) in RKA (РКА). V preteklosti tudi (Российское авиационно-космическое агентство) Rosiskoje aviatsionoe-kozmičeskoe agentstvo – "Rosaviakosmos". 
Roskozmos je ruska vladna agencija za vesoljske znanosti, sicer se v manjšem obsegu ukvarja tudi z letalstvom.
Glavni sedež ima v Moskvi, Rusija. Operativno središče za vesoljske polete je v Koroljevem mestu v bližini. Astronavti oziroma kozmonavti se šolajo Gagarinovem središču v t. i. Zvezdnem mestu (Звёздный городок). Večino izstrelitev se izvaja na kozmodromu Bajkonur v Kazakstanu, kjer se izstreljuje plovila s človeško posadko in sateliti. V kozmodromu Pleseck pa samo sateliti, po navadi v orbite z veliko inklinacijo (polarne orbite) in vojaške satelite. 
Trenutno (2013) je Rusija edina država z rednimi poleti v vesoljski prostor s človeškimi posadkami (Sojuz) in bo najverjetneje tako še nekaj let. Rusija, ZDA in Kitajska razvijajo nova plovila s človeškimi posadkami in se jim bo v prihodnosti verjetno pridružila  tudi evropska ESA. ESA bi najverjetneje uporabila raketo Ariane V, je pa tudi možnost sodelovanja z drugo agencijo.
Proračun za 2103 je 169,8 milijard ruskih rubljev RUB oziroma ($USD5,6 milijard), več kot ESA, manj kot NASA. Sicer primerjava v ameriških dolarjih ne da realne slike, ruski obseg operacij je dosti večji kot bi lahko sklepali po proračunu.
Trenutni generalni direktor je Oleg Ostapenko.

## Zgodovina
Sovjetski vesoljski program ni imel osrednje agencije, kot npr. NASA v ZDA, kar je zanimivo, ker so sicer imeli osrednje načrtovano ekonomijo. Namesto tega so imeli več multi središč t. i. OKB (Opitno konstrukcijskih birojev). Tako so imeli več besede konstruktorji in ne politiki. Po razpadu Sovjetske zveze je 25. feburarja 1992 nastala Ruska vesoljska agencija. Juri Koptev, ki je prej delal pri Lavočkinu, je postal direktor.
Sledila je huda gospodarska depresija, ki je bila hujša kot ameriška depresija v tridesetih. Bila so nesoglasija kdo ima glavno besedo in katera področja naj preživijo. Kljub veliki krizi in pomanjkanju sredstev je ruski vesoljski program kljub temu še vedno deloval. Roskozmos je postal glavni v izstreljevanju komercialnih satelitov. Potem so izstrelili tudi prve vesoljske turiste. Ponudili so uporabo vesoljske postaje Mir Američanom. Med krizo je bilo izstreljeno zelo malo znanstvenih satelitov.
Leta 2005/2006 se je stanje zaradi rasti gospodarstva Rusije precej izboljšalo.

## Načrti v prihodnosti
- zamenjava plovila Sojuz
- nova raketa za lete s človeško posadko: Rus-M, ki so ga 2011 preklicali[2]
- vrnitev na Luno: Luna Glob sonda planirana 2014
- vrnitev na  Mars: Fobos-Grunt 2011 ni uspel,  ExoMarsv letu 2018
- vrnitev na Venero: Venera D  2016
- nova raketa Angara prvi let 2014
- končanje ruskega dela Mednarodne vesoljske postaje  Nauka modul  2014
- končanje sistema satelitske navigacije GLONASS 24 operativnih satelitov
- satelit za spremljanje potresov Vulkan
- novi sateliti Resurs DK : Resurs P (2009) in Smotr (2007) in manjši Arkon (2007)
- nove znanstvene odprave Koronas Foton, Spektr R, Spektr RG ( 2014), Spektr UV (Ultra Violet, 2016) Spektr M (2018),[3] Intergelizond (2011), Venera D (2016), Celsta (2018) in Terion (2018)
- novi meteorološki sateliti Elektro L (2011) in Elektro P
- ponovne odprave Bion z Bion-M (2013)